# Laila Ripoll
Adelaida Ripoll Cuetos (Madrid, 4 de agosto de 1964), más conocida como Laila Ripoll, es una directora de escena, profesoradramaturga y gestora teatral española. Su obra ha sido traducida al francés, rumano, portugués, italiano, griego, inglés y euskera.

## Biografía
Nació en Madrid en 1964 en el seno de una familia vinculada al oficio de la interpretación y el arte dramático. Su padre, Manuel Ripoll, fue realizador y director de televisión. Su madre, Concha Cuetos, una actriz muy conocida por su personaje de Lourdes, en Farmacia de guardia, ha hecho teatro, cine y televisión desde 1962. Su hermano es el también actor Juan Ripoll.
Laila es titulada superior en arte dramático por la Real Escuela Superior de Arte Dramático (RESAD) (1987). Estudió pedagogía teatral en el INAEM, interiorismo en la Escuela de artes aplicadas y oficios artísticos y teatro clásico español en la escuela de la compañía nacional de teatro clásico. Toda esta formación en diferentes disciplinas se unen en ella siempre en relación con el hecho escénico. 
Como gestora, de 2029 a 2023 fue directora del Teatro Fernán-Gómez-Centro Cultural de la Villa de Madrid. 
En 2024 fue nombrada directora de la Compañía Nacional de Teatro Clásico  (CNTC).
Está casada con el actor y autor Mariano Llorente con quien tiene un hijo.

## Micomicón
Adolfo Marsillach fundó a finales de los 80 un curso en la Compañía Nacional de Teatro Clásico, para formar a jóvenes actores para recuperar el patrimonio del teatro clásico español. Laila hizo el curso y al terminar en 1991 creó la compañía de teatro Micomicón junto a otros compañeros del curso: Juanjo Artero, Isabel Gaudí y José Luis Patiño Posteriormente se unieron Mariano Llorente y Santiago Nogales. 
El ideal de esta compañía es tener a los clásicos españoles como máximos referentes culturales y estéticos. Poder hacer reflectaras de los clásicos españoles como veían que ya se estaba haciendo en otros países como Inglaterra con sus clásicos. Como La Royal o Declan Donnellan.
Dentro de la compañía Ripoll trabaja como actriz, directora de escena, escenógrafa, gestora, maestra de actores, dramaturga y dramaturgista; dependiendo del espectáculo.
La compañía en sus más de 25 años ha estrenado más de 20 espectáculos, convirtiéndose en una de las compañías teatrales de referencia tanto en España, como en países latinoamericanos.
Abarcan diversos tipos de espectáculos, clásicos, musicales, históricos. Dirigidos a público de todas las edades, sin especializarse en un público en concreto.
Dentro de su trayectoria nos podemos encontrar dos vertientes. Una más clásica y otra más contemporánea.

#### Vertiente Clásica
La idea es recuperar y llevar a escena el teatro clásico español. Desde el teatro popular de entremeses y mojigangas, pasando por la inmensidad de títulos de comedias del Siglo de Oro, llegando hasta la creación de nuevos textos, más relacionados con la actualidad.
La intención era hacer un teatro lleno de espontaneidad, pero también de disciplina; lleno de libertad formal y de recursos actorales, basando sus esfuerzos en aunar en un todo indivisible, vanguardia y tradición; deshaciéndose de todo lo que no aporte verdadero contenido y sea de interés para el público de nuestro tiempo, único receptor de este teatro. En definitiva: respetar el texto clásico restándole todo aquello que empobrezca el juego teatral.

#### Vertiente Contemporánea
Con esta otra vertiente la compañía busca un teatro del siglo XXI, lleno de libertad formal donde convivan lo sagrado y lo tosco, el mito y la actualidad, la muerte y el chascarrillo. Teatro de texto, pero a la vez teatro del color, de la definición plástica, del valor de las texturas y de los materiales.

#### Espectáculos de Micomicón
- 1992 - Los Melindres de Belisa, de Lope de Vega. (Versión y dirección de Susana Cantero).
- 1993 - El acero de Madrid, de Lope de Vega. (Versión y dirección de Laila Ripoll).
- 1994 - Mudarra, basado en El bastardo Mudarra, de Lope de Vega. (Versión y dirección de Laila Ripoll).
- 1995 - El retablo de El Dorado, de Sanchis Sinisterra. (Dirección de Mariano Llorente).
- 1996 - Ande yo caliente, de varios autores del S. De Oro. (Versión y dirección de Laila Ripoll y Mariano Llorente).
- 1997 - La dama boba, de Lope de Vega. (Versión y dirección de Laila Ripoll).
- 1998 - Macbeth, de Shakespeare. (Versión de Julio Salvatierra y dirección de Laila Ripoll y Miguel Seabra).
- 1999 - Los cabellos de Absalón, de Calderón de la Barca. (Versión Laila Ripoll y dirección de Mariano Llorente).
- 1999 - El retablo del maese Pedro, de Manuel de Falla, basado en un pasaje de El Quijote, de Cervantes. (Versión de Mariano Llorente y dirección de Laila Ripoll).
- 1999 - Un millón de mujercitas, basado en Poeta en Nueva York, de Lorca. (Versión y dirección de Mariano Llorente).
- 1999 - La ciudad sitiada, texto y dirección de Laila Ripoll. Estrenado en el Festival Escena Contemporánea de Madrid, en la sala Triángulo (Actual Teatro del Barrio).
- 2000 - Asesinato en la calle Illinois, de Lucía de la Maza.
- 2001 - Atra Bilis, texto y dirección de Laila Ripoll. Estrenado en el Festival Escena Contemporánea de Madrid, en la Cuarta pared.
- 2002 - Jocoserias, sobre varios entremeses del S. De Oro. (Versión de Mariano Llorente y dirección de Laila Ripoll).
- 2003 - Castrucho, basado en El rufián Castrucho, de Lope de Vega. (Versión y dirección de Laila Ripoll).
- 2004 - Todas las palabras, texto y dirección de Mariano Llorente.
- 2005 - Los niños perdidos, texto y dirección de Laila Ripoll. Estrenado en el FIT Madrid Sur. Temporada en el Teatro María Guerrero de Madrid.
- 2006 - Cancionero republicano. Espectáculo musical con texto de Mariano Llorente y Laila Ripoll, sobre una idea de José Monleón.
- 2007 - Árbol de la esperanza, texto y dirección de Laila Ripoll. Estreno y temporada en la Cuarta pared, Madrid.
- 2007 - Don Juán Tenorio, de José Zorrilla. (Versión y dirección de Laila Ripoll).
- 2008 - Basta que me escuchen las estrellas, texto de Laila Ripoll y Mariano Llorente (Dirección de Laila Ripoll).
- 2009 - Arte nuevo de hacer comedias, texto y dirección de Mariano Llorente y Laila Ripoll a partir del texto de Lope de Vega para la reinauguración de la Casa-Museo de Lope de Vega.
- 2010 - Santa Perpetua, texto y dirección de Laila Ripoll. Estreno en el Festival Internacional Madrid Sur. Gira por España y temporada en la Cuarta pared.
- 2012 - La dama boba, de Lope de Vega. (Versión y dirección de Laila Ripoll).
- 2015 - El triángulo azul, texto de Mariano Llorente y Laila Ripoll. (Dirección de Laila Ripoll).
- 2018 - Donde el bosque se espesa, texto de Mariano Llorente y Laila Ripoll. (Dirección de Laila Ripoll).
- 2021 - Rif (de piojos y gas mostaza). Escrita por Mariano Llorente y Laila Ripoll  y dirigida por Laila Ripoll.

## Directora
El teatro de Laila se caracteriza por la singularidad de su voz, que mezclando un tono propio, con un lenguaje expresivo y con el estudio de otras manifestaciones artísticas como la pintura; crea en el espectador la posibilidad de reflexionar sobre una verdad incómoda, normalmente relacionada con algunos de los asuntos que arrastra nuestra historia como lastre de la sociedad española desde hace ya demasiadas décadas.
Con sus puestas en escena, Laila trata de contar no sólo la fábula que aparece en las obras, sino cuál es su punto de vista sobre los temas que preocupan a la sociedad en la que vive.
Su teatro se preocupa esencialmente por los problemas colectivos. Su mirada huye del reducido ámbito de los sentimientos personales, para escudriñar las heridas, ocultas bajo aparatosos y sucios vendajes, pero aún no cicatrizadas, que padece la sociedad española. Esas heridas que casi nadie quiere mirar. Y mucho menos curar.
Laila hace un teatro para que reflexionemos y pongamos freno a los abusos que pone sobre el escenario.
Los colores que lleva a escena son principalmente marrones, grises, azules y blancos rotos. La atmósfera es más bien fría y borrosa, como quien mira a través de unas gafas viejas.
Los personajes están sucios y tristes, pero no se ponen delante del espectador para llegar a una versión mejor ni más perfecta de sí mismos, sino para denunciar su situación. Una situación que, aunque ficcionada en sus obra, fue real hace no mucho tiempo y no muy lejos de aquí.
Españoles abandonados en los campos de concentración de Mauthausen, niños enfermos y personas con diversidad funcional utilizados como experimentos de prueba de las primeras cámaras de gas alemanas. Víctimas del bando perdedor de nuestra guerra civil, de la que ni siquiera ha pasado un siglo y ya muchos pretenden hacernos creer que no ha existido. Entre esos muchos no se puede incluir a Laila Ripoll. Laila señala con el dedo para decir dónde nos sigue doliendo. El teatro de Laila está allí donde siga habiendo una fosa común. Seguirá reivindicando la necesidad de una justicia real, hasta que no exista en todo el país una calle, una plaza o un parque con el nombre de algún general franquista.

#### Espectáculos
Laila complementa su carrera como directora con trabajos externos a la compañía Micomicón.
- 2000 - Unos cuantos piquetitos, texto de Laila Ripoll.
- 2005 - Once voces contra la barbarie. Homenaje a las víctimas del 11-M. Participación como autora con el texto Pronovias.
- 2006 - Barcelona, mapa de sombras, de Luisa Cunillé. (Dirección de Laila Ripoll).
- 2007 - Del rey abajo, ninguno. (Dirección de Laila Ripoll).
- 2008 - So Happy Together. Proyecto de escritura colectiva junto a Yolanda Pallín, José Ramón Fernández y Jesús Laíz.
- 2009 - Restos, en la que participa como coautora. (Dirección de Emilio del Valle).
- 2012 - Antígona. Versión para un taller en la Cuarta pared.
- 2014 - La cortesía de España, de Lope de Vega. (Versión de Laila Ripoll). Para la Joven Compañía Nacional de Teatro Clásico.
- 2016 - Cáscaras Vacías, texto y dirección Magda Labarga y Laila Ripoll.
- 2017 - La judía de Toledo. (Versión y dirección de Laila Ripoll).
- 2022 - Tea Rooms adaptación y dirección de la obra homónima de Luisa Carnés. Estrenada en el teatro Fernán Gómez de Madrid.[7]
- 2025 - Natacha, adaptación y dirección de la obra homónima de Luisa Carnés, su primera novela, editada en 1930. Estrenada en el Teatro Español de Madrid en febrero de 2025.[8]

## Premios
La ciudad sitiada (1999):
- “Arcipreste de Hita” Mejor actriz.
- “José Luis Alonso” Mejor dirección. (ADE).
- “Caja España” para textos dramáticos.
- Primer premio en el “Certamen de directoras de escena de Torrejón”.

Atra Bilis (2001):
- Mención especial del jurado, “María Teresa de León” para textos dramáticos. (ADE).
- “Garnacha” Mejor actor y Especial del público.
- Mérito de honor al Mejor texto y espectáculo del “Festival Internacional de Teatro Hispano de Miami”.
- Primero premio “Certamen de directoras de escena de Torrejón”.
- Finalista “Premio nacional de Literatura Dramática”.
- Finalista “Premio Max al Mejor Texto en Castellano”.

Los niños perdidos (2005):
- Premio del Público del Festival de Rivadavia.
- Mejor Espectáculo en Gira de la Feria de Huesca.
- Finalista Premio Max Espectáculo Revelación.

El triángulo azul (2015):
- Premio Nacional de Literatura Dramática, junto a Mariano Llorente.[9]
- Premio Max a Mejor Autoría Original.

## Palmarés
- 2023 Premio Fuente de Castalia de Clásicos en Alcalá - Festival Iberoamericano del Siglo de Oro de la Comunidad de Madrid[10]